# Prog.hu
A "prog.hu" Magyarország legnagyobb fejlesztői portálja, a magyar programozók első számú online szakmai fóruma. Neve a "programozás" szó rövidítéséből, a "prog"-ból, valamint a magyar nyelvű voltára utaló ".hu" tag összevonásából adódik, ami egyben az oldal internetes elérhetőségének címe is. 
A prog.hu látogatóközönségét elsősorban a szoftveres és hardveres fejlesztéssel professzionális szinten foglalkozó magyar szakemberek, valamint a téma iránt érdeklődő hallgatók és hobbisták képezik. A portál több mint 1.5 millió szakmai hozzászólást és véleményt, mintegy ezer szakmai cikket és több száz szakmai blogbejegyzést tartalmaz, valamint hat tematikus szaklevelezőlistát üzemeltet és további három szaklista kereshető archívumát biztosítja.
A portál látogatottsága 2013. januárjában a 130.000 egyedi látogatót is meghaladta, napi hírlevelének több mint 22.000 előfizetője volt.

## Történet

### Indulás
A prog.hu 2002. május 6-án indult el elődje, a Magyar Programozási Oldalak helyén. Utóbbi az oldal alapító tagjai (Auth Gábor, Bérczi Gábor, Bérczi László, Gerebenics Andor, Herbály István, Miklós Tamás) által 1995-2001 között publikált több száz szakcikk nyilvános archívumát képezte, azonban napi szinten frissülő, ill. interaktív szolgáltatásokat nem kínált. A prog.hu ezt egy szakmai hírmagazinnal, vitafórummal, tudásbázissal majd később levelezőlistákkal és egyéb szolgáltatásokkal bővítette, ezáltal teljesen interaktív közösségi fórummá átalakítva az oldalt.

### Növekedés
A prog.hu népszerűsége elindulását követően meredek mértékben nőtt és hamarosan Magyarország legnagyobb és legismertebb fejlesztői szakoldalává nőtte ki magát, maga mögé utasítva számos korábbi kezdeményezést is. A portál a kezdeti napi néhány százról több ezerre, majd később napi tízezer fölé is növelte egyedi látogatóinak számát. Ez elsősorban napi szinten frissülő híreinek, egyre gazdagodó és sokasodó szakpublikációinak, valamint egyedi "tudástár"-ának köszönhette.
A prog.hu tudástár az addig megszokott és elterjedt közösségi vitafórumoknál sokkal hatékonyabb módon támogatta a kollaborációt a közösség tagjai között problémáik megoldásában, egyszersmind lehetővé tette a tagok számára szakmai reputációjuk bárki által objektív ellenőrizhető módon történő felépítését a tapasztalati pontrendszer segítségével. Utóbbit a visszajelzések alapján a HR-munkatársak és fejvadászok jelenleg is előszeretettel használják a jelentkezők előszűrésében.

### PC Fórum
A prog.hu a szigorú értelemben vett fejlesztők mellett az informatika egyéb ágazataiban tevékeny szakemberek (rendszergazdák, üzemeltetők) ill. laikusok körében is egyre népszerűbb lett. Ez arra ösztönözte az üzemeltetőket, hogy a prog.hu szakmai fókuszának megőrzése érdekében egy másik oldalt indítsanak és oda mozgassák ki a fejlesztéssel közvetlenül nem összefüggő tartalmakat, kérdéseket, ill. oda tereljék át az ezeket kereső látogatókat. Az ezen törekvés nyomán 2004-ben elindult PC Fórum szintén óriási sikertörténet lett, amely néhány év alatt Magyarország meghatározó általános célú informatikai oldalává nőtte ki magát, havi félmilliót is meghaladó egyedi látogatószámmal.

### Közösségi szolgáltatások
A prog.hu 2005-ben - a magyar informatikai szakoldalak között elsőként - blogszolgáltatást is indított tagjai számára, elsősorban szakmai jellegű anyagok publikálása lehetővé tételének céljával. A szolgáltatáson keresztül a portál tagjai ugyan több száz posztot publikáltak, ezek minősége és témája azonban elég széles skálán mozgott, ami miatt ezen anyagok végül nem kerültek integrálásra a prog.hu törzsanyagai közé.
2010-ben a prog.hu szolgáltatásai körét egy wiki-vel bővítette. A szintén teljesen a tagok által szerkesztett Programozás Wiki mára több mint félezer szakmai szócikk és fogalom részletes kifejtését tartalmazza, de hasonlóan a blogokhoz a prog.hu törzsanyagaitól elkülönítve működik és érhető el.